# Eulogio de Alejandría
Eulogio de Alejandría (Siria, s. VI - Alejandría, 13 de septiembre de 608) fue un patriarca de Alejandría entre 580 y 608. Es venerado como santo por diversas confesiones cristianas. 

## Biografía
Combatió con éxito con diferentes herejías extendidas entonces por Egipto, especialmente el monofisismo. Fue amigo de Gregorio Magno, con quien tuvo correspondencia, y quien le manifestó en numerosas ocasiones de su estimación y admiración. Eulogio también defendió la primacía de la sede de Roma.
Eulogio también se enfrentó a los novacianos, y defendió la unión hipostática de las dos naturalezas de Cristo contra Nestorio y Eutiques. Además de algunas obras teológicas y un comentario contra diversas sectas de monofisitas (severianos, teodosianos, cainitas y acéfalos), dejó once discursos en defensa del papa León I el Magno y el Concilio de Calcedonia, y una obra contra los Agnoetae, que fue revisada y autorizada por Gregorio I. De sus obras sólo se conservan fragmentos y un sermón.